# Jogesh Pati
Jogesh Pati (1937) is een in India geboren Amerikaans theoretisch natuurkundige. Hij is verbonden aan het SLAC National Accelerator Laboratory en is emeritus professor aan de University of Maryland.
Pati is de mede-ontdekker van de preon, samen met Abdus Salam.
In 2000 won hij de Diracmedaille.
- Gemeinsame Normdatei: 131276433
- International Standard Name Identifier: 0000 0001 1636 2725
- Library of Congress Control Number: n90637008
- Mathematics Genealogy Project: 41375
- Nederlandse Thesaurus van Auteursnamen: 08071322X
- Système universitaire de documentation: 156713799
- Virtual International Authority File: 47889779
- WorldCat: E39PBJfCpwxR4mPVKyF8wKxkXd